# Денормалізація
Денормалізація (англ. denormalization) — модифікація реляційної БД, при якій порядок її нормалізації зменшується.
Денормалізація використовується:
- дублювання неключових атрибутів для зменшення кількості з'єднань.
- створення таблиць даних, які містяться в інших сутностях
- об'єднання таблиці із зв'язками 1:1